# Deserie Huddleston
Pour les articles homonymes, voir Huddleston.
Deserie Huddleston, née le 11 septembre 1960 à Mildura, est une tireuse sportive australienne. 

## Carrière
Deserie Huddleston participe aux Jeux olympiques de 1996 à Atlanta où elle remporte la médaille de bronze en double trap.